# Ornano Grande
Ornano Grande az olaszországi Colledara község településrésze, mely Teramo megyében és Abruzzo régióban található, Rómától 120 km-re északkeletre. A falu 496 m tengerszint feletti magasságban helyezkedik el.

## Történelem
Az ornanói területen római kori leleteket találtak. A terület a középkori, illetve római eredetű, mára elnéptelenedett Castiglione della Valle (latinul: Castrum Leonis Vallis Sicilianae vagy egyszerűen Castrum Vallem) község fennhatósága alá tartozott. Egy i. sz. 959-ből származó dokumentum tanúsítja ennek a kis báróságnak a létezését, amely évszázadokon keresztül a Pagliara, az Orsini-család, majd végül Manoppello grófjainak birtoka volt. Egy 1742-es telekkönyv szerint Ornano Grande Tossicia községhez tartozott, míg 1815-ben ismét Castiglione della Valle fennhatósága alá. Ez vitákat eredményezett, melyeket az akkori Nápolyi Királyság jogrendszerének hiányosságai miatt nem is orvosoltak egészen az egyesült Olasz Királyság megalakulása (Risorgimento) után, 1865. március 20-án kiadott királyi rendelet kihirdetéséig. Ez a rendelet szabályozta egy településrész lakói többségének szavazata esetén a községváltás szabályait. 1909-ben aztán a 453. sz. királyi rendelet csatolta Colledara községhez.

## Földrajz
Ornano Grande északkeleti része dombos, délnyugatra pedig hegyek találhatóak. Az Appenninek hegyvonulat részét képező Gran Sasso d’Italia hegység Corno Grande 2903 m magas keleti csúcsa mintegy 10 km-re található a falutól. A hegyek a Gran Sasso - Monti della Laga Nemzeti Park részét képezik és legnagyobb részüket ma is erdőségek borítják. Ornano Grande éves átlaghőmérséklete 9 °C. A legmelegebb hónapban, júliusban átlagosan 21 °C a hőmérséklet, míg januárban -2 °C. Az átlagos csapadékmennyiség évente 981 mm.

## Népesség
A 2011. évi népszámlálás adatai szerint akkor 410 fő lakta a falut. A népességszám csökken.
| Lakosok száma | 436  | 422  | 410  |
|               | 1991 | 2001 | 2011 |

## Nevezetességek
- San Giorgio plébániatemplom XII. századból, melynek egyik oltárképe egy Rózsafüzéres Madonnát ábrázol, a bejárata fölött pedig Szent György látható, amint megöli a sárkányt;[4]
- San Bernardino kápolna az erdő szélén Sienai Szent Bernardin szobrával;[5]
- Madonna del Soccorso kápolna a Mindenkor Segítő Szűz Mária szobrával,[6] közvetlenül a Palazzo Petrilli szomszédságában. Korábban a Petrilli család magánkápolnája volt.[7]
- Madonna di Loreto templom a Loretói Szűz Máriának szentelve;[8]
- Az A.M.O.R.C. Olasz-nyelvű Nagypáholyának központja a faluban, a Petrilli család korábbi palotájában (Palazzo Petrilli) található.[9][10]

## Ismert személyek
- Ernano Magazzeni (1920-1978), abruzzói tájnyelven író költő
- Giovanni Martelli, újságíró, mezőgazdász, rovarkutató
- id. Raffaele Petrilli (1775-1852), orvos, fiziko-kémikus, filozófus, jogász, számos tanulmány írója
- ifj. Raffaele Petrilli (1843-1917), orvos, költő, újságíró, utazó[11][12]

## Fordítás
- Ez a szócikk részben vagy egészben  az   Ornano Grande című szebuano Wikipédia-szócikk fordításán alapul.  Az eredeti cikk szerkesztőit annak laptörténete sorolja fel. Ez a jelzés csupán a megfogalmazás eredetét és a szerzői jogokat jelzi, nem szolgál a cikkben szereplő információk forrásmegjelöléseként.
- Ez a szócikk részben vagy egészben  az   Ornano Grande című szerbhorvát Wikipédia-szócikk fordításán alapul.  Az eredeti cikk szerkesztőit annak laptörténete sorolja fel. Ez a jelzés csupán a megfogalmazás eredetét és a szerzői jogokat jelzi, nem szolgál a cikkben szereplő információk forrásmegjelöléseként.